# 金尤西
金尤西（英语：Kingussie/kɪŋˈjuːsi/；苏格兰盖尔语：Ceann a' Ghiùthsaich[ˈkʲʰaun̴̪ ə ˈʝuːs̪ɪç]），是英国苏格兰高地行政区的一个城镇，位于因弗内斯以南68公里。总人口1410（2001年）。英国铁路线高地主线在该镇设有金尤西火车站。